# Ahmad Smith
Ahmad Smith (* 1. September 1984) ist ein US-amerikanischer Basketballspieler. Smith wurde nach dem Studium in seinem Heimatland Profi und wechselte Anfang 2008 nach Deutschland, wo er zunächst unterklassig spielte. In der ProB 2009/10 wurde er zum Spieler des Jahres gewählt und wurde anschließend auch von Vereinen aus der zweitklassigen ProA verpflichtet. In der ProA 2011/12 wurde er mit den Kirchheim Knights Vizemeister.

## Karriere
Smith wuchs in Alexandria (Virginia) auf und wechselte nach dem Besuch der „Bishop O’Connell High School“ 2002 an die private, katholische St. Bonaventure University im New York State. Dort spielte er für das Hochschulteam Bonnies in der Atlantic 10 Conference der NCAA Division I. Er zeigte dort gute Leistungen und wurde in seinem Junior-Jahr ins „Third Team“ und in seinem Senior-Jahr ins „Second Team“ der Conference berufen. Es reichte aber weder bei den Bonnies für eine Qualifikation für die landesweite Endrunde noch bei Smith für eine Empfehlung als Profi etwa in der am höchsten dotierten Profiliga National Basketball Association (NBA).
Nach Abschluss seiner Collegekarriere wechselte Smith 2006 ins Ausland, da er ohne Aussicht auf einen Vertrag in der NBA war. Seine erste Spielzeit absolvierte er in Irland, wo er die Mardyke UCC Demons aus Cork ins nationale Pokalfinale sowie ins nationale Meisterschaftsfinale führte. Für die darauffolgende Spielzeit wechselte er aus Europa nach Südamerika und begann die Spielzeit in Uruguay. Hier fand er sich nicht zurecht und verließ das Land kurze Zeit später in Richtung Heimat.
Nachdem er sich von seinem bisherigen Management getrennt hatte, wechselte er zum Ende der Spielzeit 2007/08 noch einmal nach Europa. In der nach Einführung der hierarchischen 2. Basketball-Bundesliga mittlerweile fünftklassigen 2. Regionalliga konnte er für die zweite Mannschaft des SV Derne 49 aus Dortmund noch sechs Spiele absolvieren und sich so für höherklassige Einsätze empfehlen. Reviernachbar BSV Wulfen in der 1. Regionalliga des WBV verpflichtete den Aufbauspieler für die darauffolgende Spielzeit 2008/09.
Für die Spielzeit 2009/10 wechselte Smith dann erneut in der Region und wieder eine Klasse höher von Dorsten nach Herten zum dortigen ProB-Ligisten Löwen. Mit den Löwen konnte er den zweiten Tabellenplatz am Saisonende verteidigen und damit das sportliche Aufstiegsrecht in die ProA. Durchschnittlich konnte Smith in dieser Spielzeit in 29 Spielen knapp 18 Punkte, knapp neun Rebounds und gut sieben Assists verteilen, wobei er neun sogenannte Double-Doubles erzielte, die er dreimal zu Triple-Doubles veredeln konnte. Während Smith auch wegen seiner hervorragenden persönlichen Statistiken und des mannschaftlichen Erfolgs der Hertener als Spieler des Jahres 2010 der ProB ausgezeichnet wurde, erhielten die Löwen die notwendige Lizenz zum Aufstieg in die ProA nicht. Stattdessen stieg der Drittplatzierte Würzburg Baskets in die höhere Klasse auf, der Smith für die ProA 2010/11 unter Vertrag nahm. Smith beanspruchte jedoch zu Saisonbeginn aus privaten Gründen Sonderurlaub, so dass die Würzburg Baskets schließlich den Vertrag auflösten.
Nach der Vertragsauflösung kehrte Smith 2010 trotzdem nach Deutschland zurück und ging erneut zum SVD 49 in die viertklassige erste Regionalliga. Hier hatte er aber deutlich unter der Enttäuschung über die verpasste Chance in der ProA zu leiden und nach enttäuschenden Leistungen wurde er bereits Mitte November 2010 von den Dortmundern wieder freigestellt. Im Januar 2011 verpflichtete ihn mit dem Nürnberger Basketball Club der fränkische Konkurrent der Würzburger für den Rest der Spielzeit. In acht Spielen gelang Smith erneut ein Triple-Double. In der darauffolgenden Spielzeit 2011/12 bekam Smith dann doch noch ein Engagement in der ProA. Die Knights aus dem württembergischen Kirchheim unter Teck verpflichteten Smith. Die Knights erreichten ihre bislang beste Platzierung in der zweithöchsten Spielklasse und konnten ihre zweiten Platz nach der regulären Saison durch den Finaleinzug in den Play-offs bestätigen, wo sie nur knapp in der Addition der beiden Finalspiele mit zwei Korbpunkten dem Erstliga-Rückkehrer Mitteldeutscher BC unterlegen waren. Smith glänzt im ersten Finalspiel mit 18 Assists und 12 Rebounds und hatte in der höheren Spielklasse für den Vizemeister über die Saison mit gut zehn Punkten sowie je sechs Assists und Rebounds pro Spiel sehr solide Statistiken. Da die Knights aber ohne Aussicht auf eine Lizenzerteilung für die erste Basketball-Bundesliga waren, blieb den Kirchheimern trotz des erreichten Finaleinzugs der Aufstieg in die höchste deutsche Spielklasse verwehrt.
Für die folgende Spielzeit ProA 2012/13 wechselte Smith dann zum ProA-Aufsteiger Oettinger Rockets aus Gotha. Am 12. Dezember trennten sich der Verein und Ahmad Smith. Über die Gründe der Vertragsauflösung wurde Stillschweigen vereinbart. Bereits Ende Dezember unterschrieb Smith daraufhin einen Vertrag beim Nürnberger Basketball Club für den Rest der Spielzeit 2012/2013. Für Nürnberg spielte er bereits 2011 und sollte nun helfen, den Verein in der ProA zu stabilisieren.
Im Juli 2014 wurde Smith vom Bundesliga-Absteiger Rasta Vechta in der ProA unter Vertrag genommen. Nach vier Monaten verließ er Vechta jedoch wieder.